# Chemnitz-Rottluff
Rottluff, am 1. Oktober 1926 eingemeindet, liegt im Westen von Chemnitz. Angrenzend sind die Chemnitzer Stadtteile Röhrsdorf, Altendorf, Schönau, Siegmar und (Nieder-)Rabenstein.

## Geschichte

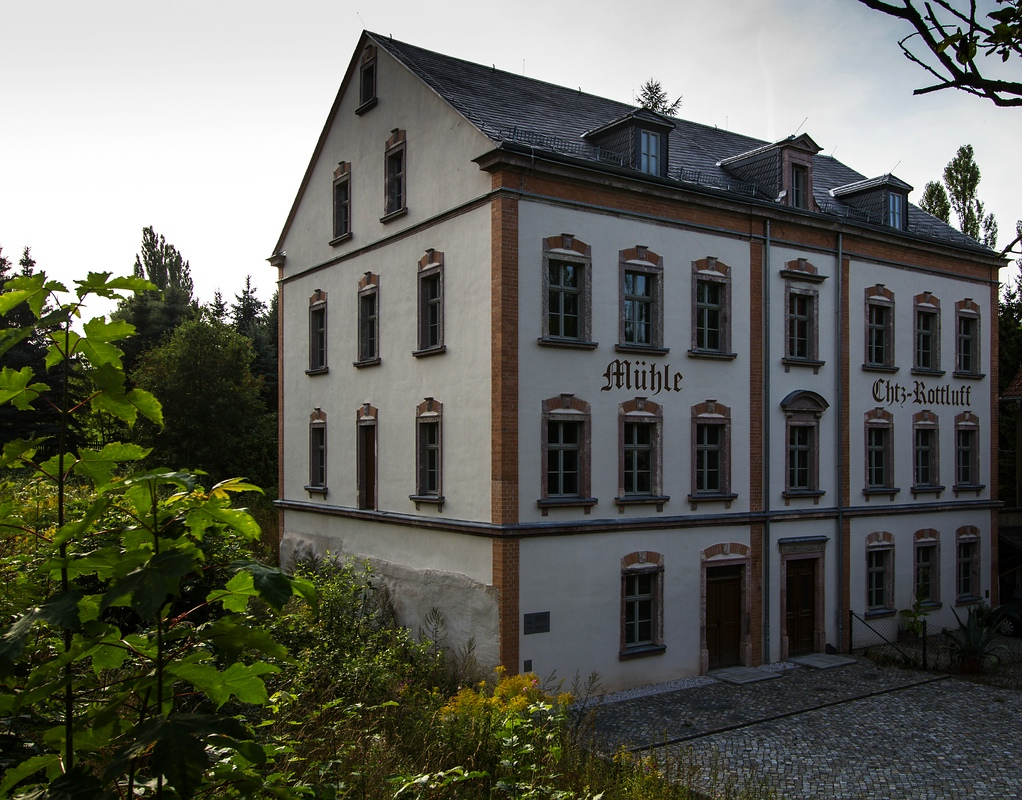
Mühle, Limbacher Straße 380

Das ehemalige Waldhufendorf entstand vermutlich schon im 12. Jahrhundert. Jedoch ist „Rutloff“ erstmals 1375 in einer Urkunde erwähnt. Diese Urkunde besagt, dass Rottluff, wie die anderen umliegenden Dörfern der Herrschaft Blankenau, an das Chemnitzer Benediktinerkloster fiel. Gepfarrt ist Rottluff seit 1539 nach Niederrabenstein. Nur langsam entwickelte sich in Rottluff Handwerk und Gewerbe. Erst ab 1900 entwickelte sich hier die Industrie.
Die Rottluffer Mühle wurde 1883 von Friedrich Schmidt übernommen. In deren Wohnhaus wurde 1884 Schmidts Sohn geboren, der spätere Expressionist Karl Schmidt-Rottluff. Die Mühle wurde 1892 nach einem Brand wieder aufgebaut. Nach 30 Jahren verkaufte der schwer erkrankte Friedrich Schmidt die Mühle 1913 an Paul Kaden, Mitbegründer der Sächsische Brotfabrik-Union Reimann & Kaden.
Ab dem 19. Jahrhundert entwickelte sich der Ort zur Wohnsiedlung der Chemnitzer Arbeiter. Dennoch wurde der Ort erst 1929 als letzter Stadtteil vor dem Zweiten Weltkrieg nach Chemnitz eingemeindet.

## Verkehr
Durch Nahverkehrsbusse der CVAG ist Rottluff mit den Linien 32, E32 und 72 verbunden.
Noch bis 1988 fuhr die alte „rumpelnde“ Straßenbahn der Linie 3 über die Limbacher Straße nach Rottluff. Nach Stilllegung dieser Straßenbahnstrecke befuhr die Omnibuslinie 23 Strecke zur Zentralhaltestelle, bevor die Teilstrecke nach Rottluff infolge einer Netzumstellung am 30. März 2008 zur Linie 32 umbenannt wurde.
Rottluff ist im Westen durch die A 72 begrenzt. Dort hat der Stadtteil seit 2009 auch eine eigene Anschlussstelle. Die Kalkstraße soll einmal an den Südverbund angeschlossen werden.

## Persönlichkeiten

### Sohn der Stadt
- Karl Schmidt-Rottluff (1884–1976), Künstler, fügte seinen Geburtsort als Herkunftsangabe seinem Namen hinzu
- Heinrich Tessmer (1943–2012), Maler und Grafiker